# 斯蒂芬·考克斯 (自行车运动员)
斯蒂芬·考克斯（英語：Stephen Cox，1956年1月6日—），新西兰男子自行车运动员。他曾代表新西兰参加1982年英联邦运动会自行车比赛，获得一枚铜牌。他也曾参加1984年夏季奥林匹克运动会。